# David Joerger
David "Dave" Joerger (Staples, Minnesota; 21 de enero de 1974) es un entrenador de baloncesto estadounidense que actualmente ejerce como asistente de los Milwaukee Bucks de la NBA.

## Trayectoria deportiva

### Development League
Fue el entrenador de los Dakota Wizards desde el 2000 hasta el 2004 y desde el 2006 hasta el 2007 en la International Basketball Association, Continental Basketball Association y en la NBA Development League ganando campeonatos en 2001, 2002, 2004 y 2007.
Fue también entrenador de Sioux Falls Skyforce de 2004 a 2006, ganando un campeonato en 2005.

### Memphis Grizzlies
En verano de 2007 fe elegido como asistente del entrenador Marc Iavaroni en Memphis Grizzlies. 
En 2011, pasó a las órdenes del técnico principal Lionel Hollins.
El 10 de junio de 2013, los dirigentes de los Grizzlies, anunciaron que Lionel Hollins, anterior entrenador de la franquicia de Tennessee, no iba a continuar como entrenador, después de alcanzar la Final de la Conferencia Oeste por primera vez en la historia del equipo. El 27 de junio, Joerger fue contratado como entrenador de los Memphis Grizzlies.
En su primer año, fue nombrado mejor Entrenador de la Conferencia Oeste de enero y de abril.
El 28 de mayo de 2014, David, firmó una extensión de contrato con los Grizzlies. Fue nombrado entrenador del mes de noviembre de la Conferencia Oeste.
El 7 de mayo de 2016, fue cesado tras tres temporadas con el equipo.

### Sacramento Kings
Dos días después de su cese en Memphis, el 9 de mayo de 2016, firma como técnico principal de los Sacramento Kings.
Al término de su tercera temporada en Sacramento, y al no alcanzar los playoffs, Joerger es despedido, a pesar de conseguir el mejor récord de la franquicia desde la 2005-06.

### Philadelphia 76ers
El 9 de noviembre de 2020, es contratado por los Philadelphia 76ers como asistente de Doc Rivers.
A los pocos encuentros de su segunda temporada como asistente en Philadelphia, el equipo anuncia que Joerger se sometería a un tratamiento contra el cáncer, y estaría alejado del equipo durante varias semanas. El febrero de 2022, se anunció su vuelta con el equipo tras su tratamiento.

### Cleveland Cavaliers
Tras tres temporadas en Filadelfia, en octubre de 2023, firma con Cleveland Cavaliers como consultor de entrenamiento del cuerpo técnico dirigido por J. B. Bickerstaff.

### Milwaukee Bucks
Pero en enero de 2024 deja Cleveland y se une al cuerpo técnico de Doc Rivers en Milwaukee Bucks.

## Estadísticas como entrenador
| Equipo     | Temp.   | P   | V   | D   | %V-D | Finalizó         | PP | VP | DP | %V-DP | Resultado                            |
| ---------- | ------- | --- | --- | --- | ---- | ---------------- | -- | -- | -- | ----- | ------------------------------------ |
| Memphis    | 2013-14 | 82  | 50  | 32  | .610 | 3.º en Southwest | 7  | 3  | 4  | .429  | Pierde en primera ronda              |
| Memphis    | 2014-15 | 82  | 55  | 27  | .671 | 2.º en Southwest | 11 | 6  | 5  | .545  | Pierde en Semifinales de Conferencia |
| Memphis    | 2015-16 | 82  | 42  | 40  | .512 | 3.º en Southwest | 4  | 0  | 4  | .000  | Pierde en primera ronda              |
| Sacramento | 2016-17 | 82  | 32  | 50  | .390 | 3.º en Pacific   | —  | —  | —  | —     | No playoffs                          |
| Sacramento | 2017-18 | 82  | 27  | 55  | .329 | 4.º en Pacific   | —  | —  | —  | —     | No playoffs                          |
| Sacramento | 2018-19 | 82  | 39  | 43  | .476 | 3.º en Pacific   | —  | —  | —  | —     | No playoffs                          |
| Total      | Total   | 492 | 245 | 247 | .498 |                  | 22 | 9  | 13 | .409  |                                      |